# Valentina Vezzali
Valentina Vezzali, italijanska sabljačica, * 14. februar 1974, Jesi.
Na olimpijskih igrah je osvojila devet medalj, od tega šest zlatih.